# UCI Africa Tour 2020
Navigation
Édition précédente Édition suivante
L'UCI Africa Tour 2020 est la 16e édition de l'UCI Africa Tour, l'un des cinq circuits continentaux de cyclisme de l'Union cycliste internationale. Il est composé de 5 compétitions organisées du 25 octobre 2019 au 1er mars 2020 en Afrique.

## Équipes
Les équipes qui peuvent participer aux différentes courses dépendent de la catégorie de l'épreuve. Par exemple, les UCI WorldTeams ne peuvent participer qu'aux courses .1 et .2 et leur nombre par épreuves est limité.
| Catégorie               | Catégorie                  | Équipes                                                                                 |
| ----------------------- | -------------------------- | --------------------------------------------------------------------------------------- |
| .1                      | 1.1 (Course d'un jour)     | * UCI WorldTeam (max 50 %) * UCI ProTeam * Équipe continentale * Sélection nationale    |
| .1                      | 2.1 (Course par étapes)    | * UCI WorldTeam (max 50 %) * UCI ProTeam * Équipe continentale * Sélection nationale    |
| .2                      | 1.2 (Course d'un jour)     | * UCI ProTeam * Équipe continentale * Sélection nationale * Équipe régionale et de club |
| .2                      | 2.2 (Course par étapes)    | * UCI ProTeam * Équipe continentale * Sélection nationale * Équipe régionale et de club |
| .Ncup (moins de 23 ans) | 1.Ncup (Course d'un jour)  | * Sélection nationale * Sélection mixte * Équipe régionale et de club (max 16%)         |
| .Ncup (moins de 23 ans) | 2.Ncup (Course par étapes) | * Sélection nationale * Sélection mixte * Équipe régionale et de club (max 16%)         |

## Calendrier des épreuves

### Octobre 2019
| Date | Course       | Pays         | Classe | Vainqueur     | Équipe                      |
| ---- | ------------ | ------------ | ------ | ------------- | --------------------------- |
| 25-3 | Tour du Faso | Burkina Faso | 2.2    | Dário António | BAI–Sicasal–Petro de Luanda |

### Novembre 2019
| Date  | Course          | Pays    | Classe | Vainqueur        | Équipe                   |
| ----- | --------------- | ------- | ------ | ---------------- | ------------------------ |
| 10-17 | Tour du Sénégal | Sénégal | 2.2    | Didier Munyaneza | Benediction Excel Energy |

### Janvier
| Date  | Course                 | Pays  | Classe | Vainqueur        | Équipe                              |
| ----- | ---------------------- | ----- | ------ | ---------------- | ----------------------------------- |
| 20-26 | Tropicale Amissa Bongo | Gabon | 2.1    | Jordan Levasseur | Natura4Ever-Roubaix Lille Métropole |

### Février
| Date | Course         | Pays   | Classe | Vainqueur          | Équipe   |
| ---- | -------------- | ------ | ------ | ------------------ | -------- |
| 23-1 | Tour du Rwanda | Rwanda | 2.1    | Natnael Tesfatsion | Érythrée |

## Classements
- Note: classements définitifs au 10 novembre[2],[3]

| #  | Coureur                 | Équipe                | Pts. |
| -- | ----------------------- | --------------------- | ---- |
| 1  | Daryl Impey             | Mitchelton-Scott      | 575  |
| 2  | Biniyam Ghirmay *       | Nippo Delko One Prov. | 361  |
| 3  | Natnael Tesfatsion *    | NTT Continental       | 268  |
| 4  | Youcef Reguigui         | Terengganu Inc-TSG    | 172  |
| 5  | Louis Meintjes          | NTT Pro Cycling       | 143  |
| 6  | Ryan Gibbons            | NTT Pro Cycling       | 138  |
| 7  | Moise Mugisha           | SKOL Adrien           | 124  |
| 8  | Drikus Coetzee          | —                     | 110  |
| 9  | Kent Main               | ProTouch              | 101  |
| 10 | Dan Craven              | —                     | 100  |
| 11 | Henok Mulueberhan *     | NTT Continental       | 094  |
| 12 | Reinardt J. v. Rensburg | NTT Pro Cycling       | 087  |
| 13 | Tristan de Lange        | —                     | 075  |
| 14 | Merhawi Kudus           | Astana                | 070  |
| 15 | Jayde Julius            | ProTouch              | 068  |
| 16 | Yannick Lincoln         | —                     | 055  |
| 17 | Amanuel Gebreigzabhier  | NTT Pro Cycling       | 055  |
| 18 | Alexandre Mayer *       | —                     | 050  |
| 19 | Jean-Pierre Lloyd *     | —                     | 050  |
| 20 | Martin Freyer           | —                     | 050  |

| # | Équipe                            | Pts. |
| - | --------------------------------- | ---- |
| 1 | ProTouch                          | 188  |
| 2 | SKOL Adrien Cycling Team          | 093  |
| 3 | Benediction Ignite XL             | 070  |
| 4 | Groupement Sportif des Pétroliers | 063  |
| 5 | BAI Sicasal Petro de Luanda       | 035  |
| 6 | Sidi Ali Pro Cycling Team         | 013  |

| #  | Pays           | Pts.  |
| -- | -------------- | ----- |
| 1  | Afrique du Sud | 1 212 |
| 2  | Érythrée       | 0911  |
| 3  | Namibie        | 0461  |
| 4  | Algérie        | 0249  |
| 5  | Rwanda         | 0225  |
| 6  | Maurice        | 0150  |
| 7  | Angola         | 090   |
| 8  | Éthiopie       | 071   |
| 9  | Burkina Faso   | 052   |
| 10 | Maroc          | 022   |

| #  | Pays           | Pts. |
| -- | -------------- | ---- |
| 1  | Érythrée       | 759  |
| 2  | Afrique du Sud | 208  |
| 3  | Maurice        | 085  |
| 4  | Namibie        | 050  |
| 5  | Rwanda         | 049  |
| 6  | Éthiopie       | 047  |
| 7  | Angola         | 042  |
| 8  | Burkina Faso   | 035  |
| 9  | Ouganda        | 015  |
| 10 | Algérie        | 011  |